# Víctor Diogo
Víctor Diogo, vollständiger Name Víctor Hugo Diogo Silva, (* 19. April 1958 in Treinta y Tres) ist ein ehemaliger uruguayischer Fußballspieler. Er ist der Vater des Fußballspielers Carlos Diogo.

## Verein
Der 1,79 Meter große rechte Verteidiger Diogo gehörte in den Jahren 1976 und 1978 bis 1984 dem Kader Peñarols in der Primera División an. In diesem Zeitraum wurde er mit den Aurinegros in den Jahren 1978, 1979, 1981 und 1982 insgesamt viermal Uruguayischer Meister wurde. Zudem gewann er mit Peñarol 1982 die Copa Libertadores und den Weltpokal. 1983 erreichte er mit seinen Mitspielern abermals die Finalspiele um die Copa. Allerdings trugen auch Diogos dortige Startelfeinsätze nicht dazu bei, die Niederlage gegen Grêmio Porto Alegre zu verhindern. In den Endspielen stand Diogo jeweils in der Startformation. Von 1984 bis 1989 spielte er für Palmeiras São Paulo in Brasilien.

## Nationalmannschaft
Diogo gehörte dem Kader der uruguayischen U-20-Auswahl an, die bei der U-20-Südamerikameisterschaft 1977 in Venezuela den Titel gewann. Im Verlaufe des Turniers wurde er von Trainer Raúl Bentancor siebenmal (ein Tor) eingesetzt. Im selben Jahr belegte er mit der Mannschaft bei der Junioren-Fußballweltmeisterschaft 1977 in Tunesien den vierten Rang. Ebenfalls zum Aufgebot der Celeste zählte er zwei Jahre zuvor bei den Panamerikanischen Spielen 1975. Diogo war auch Mitglied der A-Nationalmannschaft Uruguays, für die er zwischen dem 20. September 1979 und dem 13. Juni 1986 34 Länderspiele absolvierte. Er erzielte ein Länderspieltor. Diogo spielte für das Nationalteam bei der Copa América 1979. Er siegte mit der Celeste bei der Mundialito 1980/81 und bei der Copa América 1983. Zudem nahm Diogo mit Uruguay an der Weltmeisterschaft 1986 teil. Dort kam er im in allen drei Gruppenspielen zum Einsatz.

## Erfolge

### Verein
- Weltpokal: 1982
- Copa Libertadores: 1982
- 4× Uruguayischer Meister: 1978, 1979, 1981, 1982

### Nationalmannschaft
- U-20-Südamerikameister: 1977
- Mundialito: 1980/81
- Südamerikameister: 1983